# Acacia semilunata
Acacia semilunata é uma espécie de leguminosa do gênero Acacia, pertencente à família Fabaceae.